# 奧柳托爾斯基灣
奧柳托爾斯基灣是白令海的海灣，位於堪察加半島東北面，海灣長228公里、寬83公里，最大水深約1,000米，潮汐高度0.3至1.9米，每年12月至5月結冰。
60°14′N 168°21′E / 60.233°N 168.350°E